# Иван Радославов
Иван Радков Радославов е български литературен критик.

## Биография
Иван Радославов е роден на 12 януари 1881 г. (31 декември 1880 година стар стил) в Горна Оряховица. През 1907 г. завършва право в Лозана, след което е чиновник в Министерството на финансите и Дирекцията на печата. Редактор е на „Български търговски вестник“ (1914).
Участва в Балканската война като редник при Бунар Хисар и Чаталджа (1912–1913) и в Първата световна война като военен кореспондент (1915–1917).
От 1918 г. членува в Българския земеделски народен съюз (БЗНС), през 1922-1923 г. ръководи дирекцията по печата на Министерството на външните работи и изповеданията, а по-късно е привърженик на БЗНС „Стара Загора“ на Димитър Драгиев.
Иван Радославов участва активно в българския литературен живот. През 1922 г. издава антологията „Млада България“, а през следващите години е редактор, заедно с Теодор Траянов и Людмил Стоянов, на водещото литературно списание „Хиперион“.
В периода от 12 февруари 1932 г. до 7 юли 1934 г. е директор на Народна библиотека „Иван Вазов“ в Пловдив. Активно работи по съставянето на библиотечните каталози и прави редица подобрения в класификационната схема. Подарява на библиотеката над 100 книги съвременна българска литература с автографи на авторите.
Уредник е на училищен музей към Министерството на народното просвещение (1937–1941).
През 1935 г. издава „Българска литература 1880-1930 г.“, едно от първите изследвания на историята на българската литература. След налагането на комунистическия режим книгата е остро критикувана от властите и Радославов не може да публикува почти до края на живота си.
Превежда „Еволюция на родовете в историята на литературата“ от Фердинанд Брюнетиер (1907), „Поеми в проза“ от Шарл Бодлер (1910), „Съкровище на смирените“ от Морис Метерлинк (1917), „Таис“ от Анатол Франс (1921), „Сцени от живота на бохемата“ от Анри Мюрже (1921).
Иван Радославов умира на 5 октомври 1969 г. в София.

## Посмъртно признание
През 1992 г. в град Златарица по идея на академик Иван Радев и катедра „Българска литература“ при ВТУ „Св. св. Кирил и Методий“ със съдействието на обществеността и управата на града се учредява Национална награда за литературна критика „Иван Радославов и Иван Мешеков“.